# Phelon & Moore

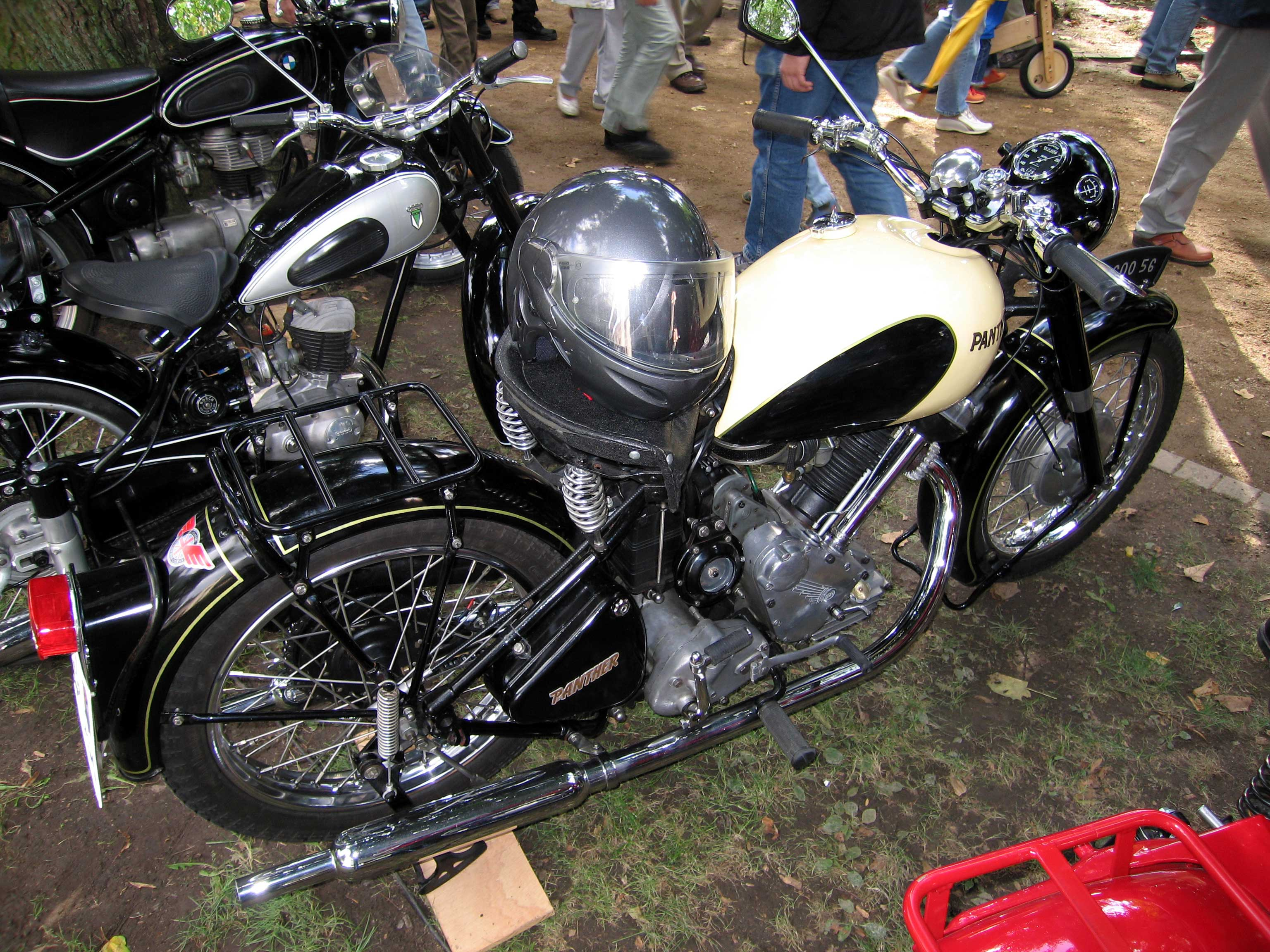
Panther Motorrad

Phelon & Moore (P&M) aus Cleckheaton, West Yorkshire, England (1904–1967) gilt als einer der ersten Motorradhersteller und Wegbereiter im Motorradbau. Angefangen als Phelon & Rayner 1901 bis 1903, Ihr Slogan lautete: The Perfected Motorcycle. Weltberühmt wurde das Unternehmen als Hersteller von einzylindrigen, schräg nach vorn geneigten Viertaktmotorrädern (Sloper) mit 500, 600 oder zuletzt 650 cm³ Hubraum, welche ab 1924 unter dem Namen Panther bekannt wurden. Dabei ist der Motor als tragendes Element des Rahmens verbaut.
Phelon & Moore stellten auch 250- und 350-cm³-Viertaktmotorräder mit senkrechtem Zylinder her.
In den 1950er Jahren wurde die Modellpalette durch 200 bis 324-cm³-Zweitaktmotorräder ergänzt. Hierbei wurden Motoren von Villiers Ltd verbaut.